# Tsering Jampa
Tsering Jampa (tibétain : ཙེ་རིང་བྱམས་པ, Wylie : tse ring byams pa), née en 1955 à Zonga, au Tibet, est une femme tibétaine vivant aux Pays-Bas, directrice de l'association campagne internationale pour le Tibet en Europe et coordonnatrice du Réseau parlementaire international sur le Tibet.

## Biographie
Tséring Jampa est née en 1955 à Zonga, au Tibet. Alors qu'elle a quatre ans, des soldats chinois occupent sa maison, à la suite de quoi sa famille s'enfuit en Inde.
Après avoir terminé ses études secondaires à l'École centrale pour les Tibétains à Dalhousie, elle a obtenu baccalauréat ès arts de l'université de St Bede de Shimla et un baccalauréat en éducation de l'université hindoue de Bénarès. Elle a étudié une année l'indologie à l'université d'Utrecht aux Pays-Bas. En 1986, elle co-fonde la Communauté tibétaine aux Pays-Bas dont elle fut pendant huit ans la présidente. Pendant cette période, elle a également travaillé comme bénévole auprès de l'Office de coordination des affaires tibétaines. Elle a été l'un des membres fondateurs du Tibet Support Group Pays-Bas en 1989 et en est devenu le président, une fonction qu'elle occupe toujours. En 1991, elle a rejoint l'Organisation des nations et des peuples non représentés (UNPO) nouvellement créée et en a été la secrétaire générale adjoint pendant six ans et secrétaire général par intérim pendant un an. Actuellement, elle est directrice générale de l'association campagne internationale pour le Tibet en Europe et coordonne le Réseau parlementaire international sur le Tibet.
L'UNPO, dont elle fut l'un des membres fondateurs, a commencé avec neuf membres, et son secrétariat initial fonctionnait de la salle de séjour de Tsering Jampa.
Le film documentaire biographique de 2009, Kindness, A Letter from Tibet, réalisé par Clémentine Ederveen qui lui est consacré et où elle joue son propre rôle, reporta le prix du meilleur documentaire au Dhaka International Film Festival (en) en 2010.